# Уолдрон, Джереми
Джереми Уолдрон (англ. Jeremy Waldron; 13 октября 1953, Новая Зеландия) — новозеландский и американский философ права и политический теоретик. Признаётся одним из ведущих политических и правовых философов современности. Сторонник правового позитивизма.
Доктор философии (1986), Университетский профессор Нью-Йоркского университета, а прежде — Колумбийского университета, ранее профессор Принстона и Беркли, член Американского философского общества (2015), фелло Британской академии (2011).

## Биография
Родился и вырос в Новой Зеландии. Посещал Саутлендскую школу для мальчиков в Инверкаргилле, а впоследствии — Университет Отаго в Данидине, где получил бакалаврскую степень по философии (1974) и степень бакалавра права с отличием (1978). По окончании университета был аккредитован в качестве барристера и солиситора при Верховном суде Новой Зеландии.
В 1986 году получил степень PhD по философии в оксфордском Линкольн-колледже, где занимался под началом Рональда Дворкина и Алана Райана.
В 1980-е годы преподавал в Великобритании: в 1980—1982 годах в Линкольн-колледже и в 1982—1987 годах в Эдинбургском университете.
В конце 1980-х годов переезжает в США, где становится профессором права в Беркли (1987—1995) и профессором политики в Принстоне (1995—1997).
С 1997 года академическая деятельность Уолдрона связана прежде всего с Нью-Йорком. В 1997—2006 годах Уолдрон преподаёт в Колумбийской школе права (Колумбийский университет). В настоящий момент работает в школе права Нью-Йоркского университета. Вместе с Мёрфи и Шеффлером регулярно проводит коллоквиум (академический семинар) по легальной, социальной и политической философии, основанный в 1987 Дворкиным и Нагелем.
В 2010—2014 годах почётный оксфордский Чичелийский профессор. Фелло оксфордского Колледжа всех душ.
Член Американской академии искусств и наук (1998).
Отмечен Henry M. Phillips Prize in Jurisprudence (2011).
Почётный доктор.

## Идеи
В политической теории отвергал подходы, сводящие политические проблемы к этическим, в связи с чем часто характеризуется как представитель реалистического направления в этой дисциплине. Тем не менее, философия Уолдрона (например, в работе «Политическая политическая теория») уделяет особенное внимание политическим институтам современных либеральных демократий, «правильному» институциональному дизайну, а не абстрактным собственно политическим ценностям, не сводимым к морали, что делает его критиком как морализма, так и реализма в нормативной политической теории.

## Основные работы
- Political Political Theory: Essays on Institutions. — Cambridge, MA: Harvard University Press, 2016. — 403 p.

## Книги
- The Right to Private Property (1988)
- Liberal Rights (1993)
- Law and Disagreement (1999)
- The Dignity of Legislation (1999)
- God, Locke, and Equality (2002)
- Torture, Terror and Trade-offs: Philosophy for the White House (2010)
- Partly Laws Common to All Mankind: Foreign Law in American Courts (2012)
- Dignity, Rank, and Rights (2012)
- The Harm in Hate Speech (2012)